# Chancre bactérien du kiwi
Le chancre bactérien du kiwi est une maladie bactérienne causée par Pseudomonas syringae pv actinidiae (Psa), pathovar qui affecte diverses espèces de kiwis (genre Actinidia).
Cette maladie, décrite pour la première fois au Japon dans les années 1980, a été observée ensuite en Corée, puis en Europe dès 1992 (Italie). Elle a touché la France et la Nouvelle-Zélande depuis 2010.
Elle provoque le dépérissement des plants infectés, entraînants des dégâts importants dans les vergers plantés d'Actinidia, les dégâts les plus graves étant enregistrés sur les variétés à fruits jaunes.
Il n'existe pas de traitements curatifs, seules des mesures préventives visant à empêcher l'expansion de la maladie peuvent être envisagées. 